# Таджиев, Фарход Фахритдинович
Фарход Фахритдинович Таджиев (узб. Farhod Fahriddinovich Tojiyev; род. 9 апреля 1986, Ташкент) — узбекистанский футболист, нападающий. Выступал за сборную Узбекистана.

## Клубная карьера
Фарход Таджиев начал свою профессиональную карьеру в 2003 году в ташкентском «Пахтакоре», первый матч в чемпионате Узбекистана сыграл в 2005 году. В 2006 году выступал в составе казахстанского клуба «Тараз», в 2007 году вернулся в «Пахтакор».
В составе «Пахтакора» Таджиев в период 2007—2009 годов, один раз стал чемпионом Узбекистана, два раза вице-чемпионом Узбекистана, два раза обладателем Кубка Узбекистана и один раз серебряным призёром Кубка Узбекистана. За этот период Таджиев сыграл в тридцати семи матчах и забил девятнадцать голов[уточнить]. Именно в составе «Пахтакора» Таджиев смог обратить на себя внимание тренеров национальной сборной и в 2009 году он стал членом сборной Узбекистана.
Весной 2010 года Фарход Таджиев переехал в Китай и подписал контракт с клубом «Тяньцзинь Тэда». В общей сложности за половину сезона за китайский клуб, он сыграл в семи матчах и забил всего один гол[уточнить].
Летом 2010 года Таджиев расторгнул контракт с китайским клубом и вернулся в Узбекистан. Не прошло и времени как его снова пригласил в свои ряды «Пахтакор». В составе «Пахтакора» он снова стал выиграть титулы и за полтора сезона проведённого в «Пахтакоре», Таджиев стал бронзовым призёром чемпионата Узбекистана и обладателем Кубка Узбекистана. За это время он сыграл в девяти матчах и забил один гол[уточнить].
Летом 2012 года его пригласил в свою команду тогдашний главный тренер «Шуртана» Эдгар Гесс и он подписал контракт с клубом из Гузара. В составе «Шуртана» Таджиев сыграл в пятнадцати матчах и забил шесть голов[уточнить].
Весной 2013 года он подписал контракт с ташкентским клубом «Локомотив». В составе «Локомотива» Таджиев стал основным игроком команды. В сезоне 2013 Фарход забил 17 голов в 13-ти матчах первого круга и долгое время лидировал в споре бомбардиров, но пропустил второй круг и уступил бомбардирский титул Александру Пищуру. В следующем сезоне вошёл в пятёрку лучших снайперов с 13 голами в 22 матчах.

## Карьера в сборной
В национальную сборную Узбекистана Фарход Таджиев был приглашен в 2009 году, сыграл в восемнадцати матчах и забил пять голов.

## Достижения
«Пахтакор»
- Чемпион Узбекистана: 2007
- Вице-чемпион Узбекистана: 2008, 2009
- Бронзовый призёр чемпионата Узбекистана: 2011
- Обладатель Кубка Узбекистана: 2009, 2011
- Финалист Кубка Узбекистана: 2008
- Обладатель Кубка Содружества СНГ: 2007

«Локомотив»
- Вице-чемпион Узбекистана 2013, 2014
- Обладатель Кубка Узбекистана 2014

«Тяньцзинь Тэда»
- Вице-чемпион Китая: 2010

Личные награды
- Лучший бомбардир сезона ФК «Локомотив»: 2013, 2014